# Jack Middelburg
Jack Middelburg (Naaldwijk, 30 april 1952 – Groningen, 3 april 1984) was een Nederlandse motorcoureur.
Zijn beste seizoen was dat van 1981, toen hij de Britse Grand Prix won en als beste privérijder op de zevende plaats in de 500cc-klasse van het wereldkampioenschap wegrace eindigde. Zijn mooiste overwinning was wellicht die van de TT van Assen in het seizoen 1980. 
Jack Middelburg was kassenbeglazer van beroep. Aanvankelijk had hij de bijnaam "Den Briet", naar zijn grootvader, die briketten verkocht. Vanwege zijn onbesuisde rijstijl kreeg Middelburg al jong de bijnaam "Jumping Jack" (misschien afgeleid van het nummer Jumpin' Jack Flash van The Rolling Stones).

## Carrière
Hij kwam in contact met de motorsport tijdens een motortoertocht met enkele vrienden. Toen zij op zondag 27 mei 1973 in het Brabantse Liessel kwamen, was daar een NMB-race bezig. Jack dacht dat hij binnen niet al te lange tijd net zo snel zou kunnen zijn als de deelnemers en meldde zich de volgende dinsdag bij de NMB. De volgende donderdag (Hemelvaartsdag) mocht hij - nog zonder startlicentie - deelnemen aan een NMB-race in Woudrichem. Hij werd met zijn gewone Honda CB 750 zesde in deze eerste race. 

### 1974
In 1974 werd hij, gesteund door Henk Rekers Motoren uit Heerlen en hun monteur Harry Klaus met een Egli-Honda NMB-kampioen in de Superklasse, tweede in de 350cc-klasse en derde in de 500 cc-standaardklasse. Hij had aan het einde van het seizoen een supportersclub met ruim 100 leden, die een 354cc-Yamaha TZ 350 voor hem kocht. Aan het eind van 1974 stapte Jack over van de NMB naar de KNMV. 

### 1975 en 1976
Het seizoen 1975 ging voor Middelburg grotendeels verloren nadat hij in Zolder een enkel brak. Op een vergelijkbare manier moest hij in 1976 afhaken: in mei weigerde zijn voorrem op het stratencircuit in Oirschot en Jack liep een gecompliceerde beenbreuk, een shock, enkele gebroken ribben en gescheurde nieren op. 

### 1977 en 1978
In 1977 en 1978 werd hij Nederlands Kampioen 350, 500 en 750 cc. Hij debuteerde in het seizoen 1977 in het wereldkampioenschap met twee elfde plaatsen (350 en 500 cc) tijdens de TT van Assen. In 1978 bezocht Jack Middelburg meer buitenlandse Grands Prix, vooral in de 500cc-klasse, maar hij scoorde geen WK-punten. Hij reed ook een aantal Formule 750-races. 

### 1979
Begin 1979 ontstond er onenigheid tussen Jack Middelburg en Boet van Dulmen enerzijds en de KNMV anderzijds. Van Dulmen en Middelburg (inmiddels samen met Wil Hartog de Grote Drie vormend) voelden zich als nummers behandeld, waren het niet eens met het ontbreken van startgelden bij wedstrijden om het Nationale Kampioenschap en stoorden zich aan het feit dat de Centrale Sport Commissie geen kandidaat kon aanwijzen voor de Hans de Beaufort-beker. Middelburg wist wel twee kandidaten: crosser Gerard Rond en collega Wil Hartog (die de beker uiteindelijk in dat jaar ook kreeg). Van Dulmen en Middelburg besloten terug te keren naar de NMB. Het seizoen begon weer met een val in Wijnandsrade, maar in de rest van het jaar reed hij bijna alle WK-races en hij eindigde als zevende in het 500cc-wereldkampioenschap met als beste resultaat een tweede plaats in de Zweedse Grand Prix. Hij miste de laatste races van het seizoen door een beenbreuk, opgelopen tijdens de training van de Britse Grand Prix. Daar was hij gevallen toen zijn motor vastliep door twee gebroken drijfstangen. Volgens eigen zeggen was deze blessure mede de oorzaak van een gebrek aan concentratie bij de Nederlandse Kampioensrace in Tolbert. Daar viel hij tijdens de 750cc-race, waarbij zijn been opnieuw brak. Hierbij werd ook de plaat losgerukt die in Silverstone in zijn been was gezet. Hij werd onmiddellijk naar zijn "lijfarts" Johan Derweduwen in Mol gebracht, die de volgende dag een nieuwe plaat met veertien schroeven in zijn been zette.

### 1980
Zo begon het seizoen 1980 met een nog steeds herstellend been, waarin in de winter een stuk uit Jacks heup was gezet om genezing te bespoedigen. Financieel ging het goed: met steun van F&S Properties bestelde Middelburg twee Yamaha TZ 500 productieracers met een reserveblok. De eerste races verliepen nog niet goed, mede door de matige stuurkwaliteiten van de Yamaha, maar ook omdat Middelburg nog nauwelijks kon lopen en dus ook problemen had met de duwstarts. 

#### TT van Assen 1980

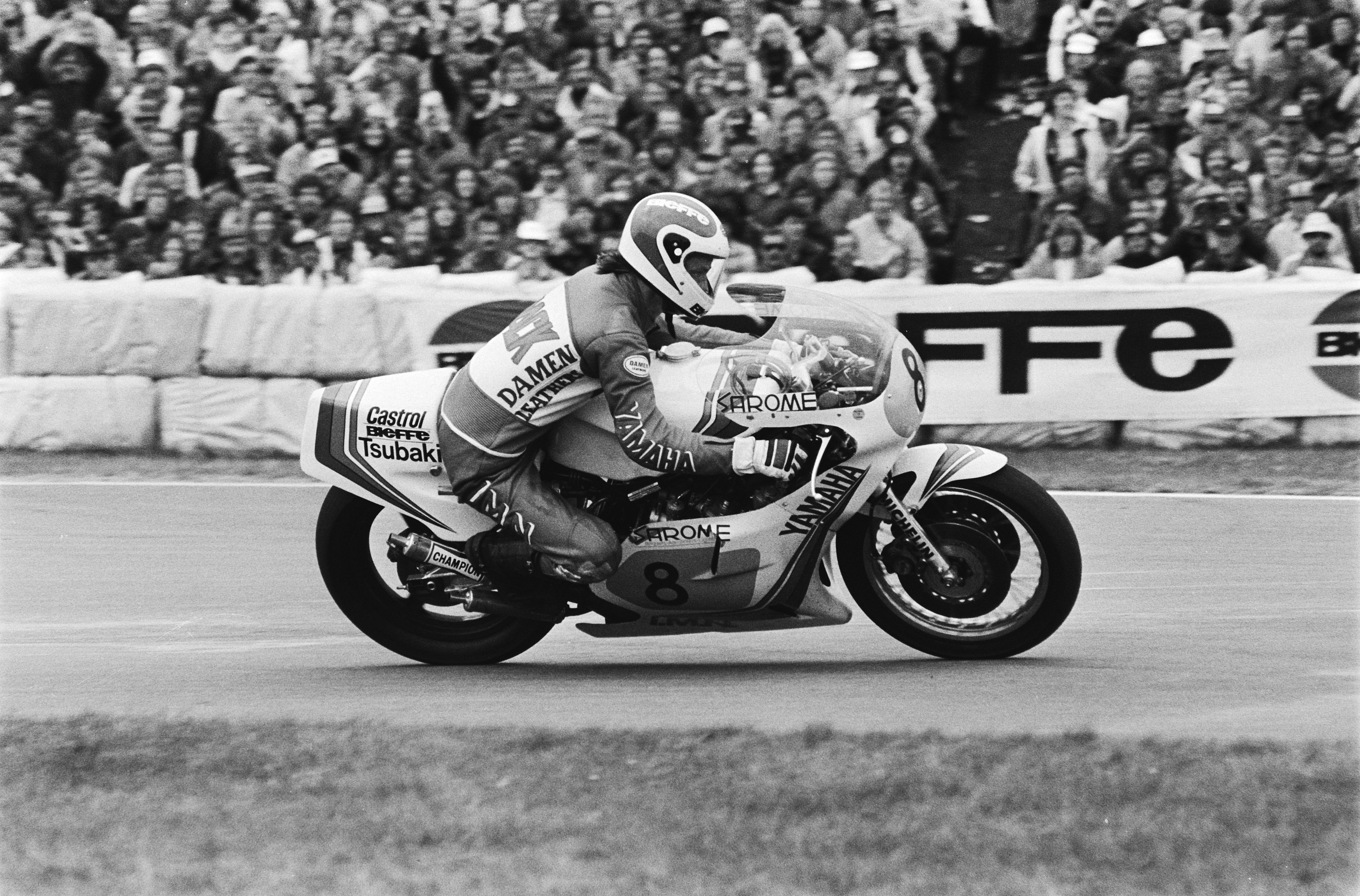
Middelburg (TT Assen 1980)

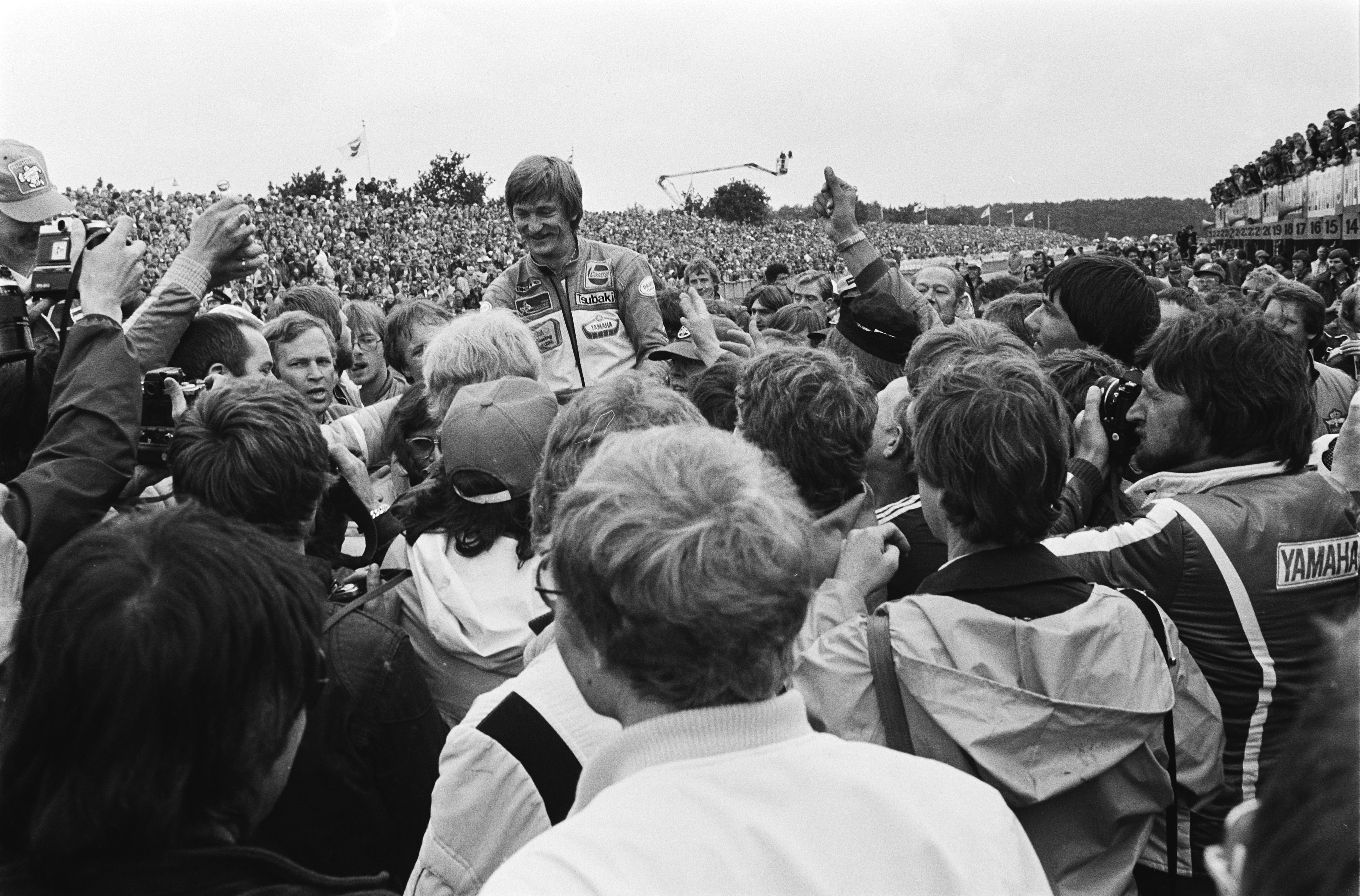
Jack Middelburg na zijn overwinning in de TT van Assen van 1980

Zowel Jack Middelburg als Boet van Dulmen bestelden nieuwe frames bij Nico Bakker. Het frame van Middelburg was het eerst klaar, waardoor hij er nog mee kon trainen op de Salzburgring. Beide frames waren inzetbaar bij de TT van Assen. Kenny Roberts, die tot dat moment alle races van het seizoen gewonnen had, had problemen met de temperatuurhuishouding van zijn achterschokdemper. Bovendien had de motor van zijn nieuwe Yamaha 0W 23 twee omgekeerde cilinders, waardoor hij niet meer in het frame paste en Roberts een frame van de oudere Yamaha 0W 20 moest gebruiken. Van Dulmen en Middelburg waren in de GP van Spanje allebei op een ronde gereden, maar deden het in de training in Assen al erg goed: Middelburg was zelfs de snelste, van Dulmen tiende. Poleposition hielp Jack Middelburg niet echt, want hij had nog zoveel schroeven en pennen in zijn been dat hij nauwelijks een duwstart kon maken. Hij verloor bij de start dan ook ongeveer twintig plaatsen, maar maakte die zo snel goed dat hij na een ronde al op de vijfde plaats reed achter Kenny Roberts, Randy Mamola, Johnny Cecotto en Graziano Rossi. In de derde ronde had Middelburg de leiding overgenomen, nagejaagd door Roberts die last had van een heftig schuddende voorvork. Omdat Roberts daardoor lucht verloor liet hij in de pit zijn voorwiel vervangen, maar het mocht niet baten en hij nam met een aantal wheelies afscheid van het publiek. Jack, die ondanks de halfnatte baan op slicks gestart was, nam een steeds grotere voorsprong, die twee ronden voor het einde twintig seconden bedroeg. In de laatste ronde was Jack al bezig het publiek te groeten, maar hij zette in die ronde toch nog Steve Parrish en Mick Grant op een ronde achterstand.
Jack sloot het seizoen af als negende in de eindstand van het 500cc-wereldkampioenschap. Tevens werd hem door de KNMV voor dit seizoen de Hans de Beaufort-beker uitgereikt.

### 1981
Na het stoppen van Wil Hartog hoopte Jack Middelburg dat hij diens fabrieks-Suzuki zou krijgen, maar vanaf de Franse Grand Prix reed Franco Uncini ermee. Op dat moment was het een teleurstelling voor Middelburg, die op een 1980-Suzuki RG 500 reed, maar aan het einde van het seizoen had Uncini nauwelijks punten gescoord, terwijl Middelburg er 60 had. Toen hij in Joegoslavië zijn hand brak, gaf Middelburg aan dat de TT van Assen zijn laatste race zou worden. Hij zou de races in Raalte, Chimay en Tubbergen moeten missen en daardoor in grote financiële moeilijkheden komen, zeker nu sponsor F&S Properties was vertrokken. De bladen Motor en Moto 73 en de RAM-Raalte zetten onmiddellijk een steunfonds op en openden een bankrekening waardoor lezers Middelburg konden steunen. Middelburg vond ook een extra sponsor in Sarome en door dit alles kon hij blijven racen. Sportief gezien ging het tot dat moment erg goed: in de eerste vier WK-races had hij steeds punten gescoord. Bij de TT van Assen werd hij vijfde. Tegen het einde van het seizoen kreeg hij een fabriekscontract aangeboden van Morbidelli, maar Jack bedankte. Graziano Rossi was daar juist vanwege de slechte resultaten vertrokken. 

#### Britse Grand Prix 1981
De snelste trainingstijd van Graeme Crosby in Silverstone was 1'30"04, maar het was al duidelijk dat die in de race niet lang volgehouden kon worden. De Michelin-banden van Jack Middelburg waren na vijf trainingsronden al versleten. Na de start vormden zich twee kopgroepjes met Graeme Crosby, Kenny Roberts, Barry Sheene, Marco Lucchinelli en iets daarachter Randy Mamola, Kork Ballington en Jack Middelburg. Dat kleine gaatje speelde de tweede groep in de kaart toen Crosby in de derde ronde onderuit schoof. Roberts schoot de vallende machine voorbij, maar Sheene remde zichzelf onderuit en Lucchinelli werd door twee vallende coureurs en motorfietsen gedwongen in de strobalen en vanghekken te rijden. De achtervolgers konden de situatie omzeilen en sloten aan bij Roberts. Lucchinelli wist na enige tijd zijn machine uit de ravage te bevrijden en zette zijn race op de laatste plaats voort. Een groot aantal ronden lang vochten Roberts en Mamola om de leiding, waarbij ze elkaar soms meerdere malen in een ronde passeerden. Ballington volgde dit gevecht aanvankelijk op enkele meters, Middelburg op enkele tientallen meters, maar groot werd de afstand nooit. De rondetijden bleven rond de 1 minuut 33, drie seconden langzamer dan in de training, omdat de twee leiders elkaar in elke bocht bevochten. Voor Mamola stond er veel op het spel: door een overwinning zou hij Lucchinelli tot op één punt in het kampioenschap kunnen naderen. Af en toe kon Kork Ballington zich met het gevecht bemoeien en dan daalde het tempo zover dat Middelburg weer aansluiting vond. In de twaalfde ronde wist Mamola een gaatje te creëren en toen kon hij ook veel betere rondetijden rijden. Toen Roberts dit gat dichtreed waren twee kleine aanvallen genoeg om Ballington en Middelburg opnieuw aan te laten sluiten. In de achttiende ronde reed Ballington zijn Kawasaki de pit in, maar Middelburg kon de koplopers nog steeds goed volgen, temeer omdat de eerste achterblijvers (Lucchinelli als eerste) werden ingehaald. Bij dat inhalen verloor men soms wat meters, maar het viel toen al op dat Middelburg vrij gemakkelijk reed: hij wist steeds binnen enkele honderden meters weer aan te sluiten. In de 26e ronde lag Middelburg tweede, terwijl Mamola terrein begon te verliezen omdat zijn Suzuki op drie cilinders liep. Bevrijd van zijn concurrent zou Roberts nu ongestoord de laatste twee ronden kunnen rijden, maar dat gebeurde niet. Hij kon niet wegrijden van Jack Middelburg, die bij het ingaan van de 28e (laatste) ronde de leiding nam. In Woodcote corner moest Roberts buitenom en dat lukte niet. Jack Middelburg won zijn tweede WK-race.
Jack kwam in dit seizoen nog een keer op het podium: In de Zweedse Grand Prix werd hij derde. Hij sloot het seizoen opnieuw af als zevende in de totaalstand van het WK.

### 1982

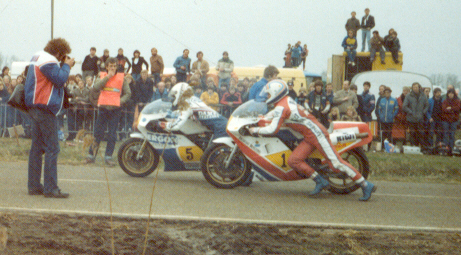
Jack Middelburg (links) demonstreert een duwstart voor de pers, samen met Boet van Dulmen, tijdens de wegraces in Heeswijk in 1982

In het seizoen 1982 moest hij met een één jaar oude Suzuki's rijden, maar nu waren het de ex-fabrieksmachines van Graeme Crosby. Jack trainde al in februari in Misano, maar kon door de nattigheid en de kou nog niet voluit gaan. Officieel was hij vanaf de TT van Assen fabriekscoureur in het team van HB-Suzuki, maar het seizoen verliep zeer slecht. Jack en zijn monteur Adri van de Broeke hadden geen kans de machine goed te leren kennen en pas bij de Spaanse Grand Prix vonden ze de juiste afstellingen, juist op het moment dat de fabriek een nieuwe machine bracht, waardoor ze weer van voren af aan moesten beginnen. Jack voelde zich achtergesteld ten opzichte van de andere fabrieksrijders. Zo moest hij steeds andere carburateurs uitproberen en 1200 km racen met dezelfde zuigers, terwijl zijn collega's na 300 km nieuwe zuigers kregen. Hij was min of meer testrijder, maar moest wel de stalorders volgen, waardoor Suzuki van een lastige privérijder verlost was. Tussentijds moest hij ook weer geopereerd worden aan zijn been, waardoor hij de  GP des Nations moest overslaan. In Assen kwam dan de Suzuki XR 40, een 1982-reservemachine van Randy Mamola. Zijn seizoen eindigde echter voortijdig toen hij tijdens de training van de Britse Grand Prix gewond raakte.
Jack reed daarna nog de race op Mugello (GP San Marino) met als resultaat een 5e plaats en de race Hockenheim (GP Duitsland). Voor deze race kwalificeerde hij zich als 4e, maar viel in de race na een paar rondes uit. 
Hij scoorde in 1982 geen enkele podiumplaats in het WK en werd dertiende in de eindstand.

### 1983
In 1983 was de samenwerking met sponsor Ergon beëindigd, maar ook het fabriekscontract met Suzuki. Dat bouwde niet alleen minder fabrieksracers, maar nam ook de Duitser Toni Mang in dienst. Op zich was dat logisch, want de hoofdsponsor was het sigarettenmerk HB, een Duits bedrijf. Jack stelde aan de KNMV voor dat de vereniging zich garant zou stellen voor de aankoop van twee Honda RS 500 R-productieracers omdat daar maar een beperkt aantal van gebouwd zou worden. Zo kon men garanderen dat een Nederlandse coureur over die machines kon beschikken. De KNMV betaalde inderdaad 170.000 gulden voor de machines en dat was het einde van de vriendschap met Boet van Dulmen. Die voorzag terecht dat deze motorfietsen naar Middelburg zouden gaan. De KNMV richtte daarvoor de Stichting Nederlands Racing Team (SNRT) op. Honda bouwde voor de stichting echter twee extra machines, die niet op tijd klaar waren voor de Grand Prix van Zuid-Afrika. Jack eindigde dit seizoen als twaalfde op de ranglijst met als beste resultaat de zesde plaats tijdens de TT van Assen. 

### 1984
Begin 1984 werd Jacks Honda voorzien van een Bakker-frame, dat werd getest in Zolder. Jack Middelburg reisde vanwege de hoge kosten niet naar de GP van Zuid-Afrika, maar startte in plaats daarvan in de Nederlandse kampioensrace in Heeswijk,  die hij won na een mooi gevecht met Rob Punt, de jonge protegé van Boet van Dulmen. 

#### Overlijden
Op 1 april volgde de kampioensrace in Tolbert, waarbij ook Boet van Dulmen aan de start kwam, zij het op een reservemachine van Rob Punt. Vanwege sneeuw op het circuit moesten de eerste trainingen worden uitgesteld. Van Dulmen waarschuwde Punt dan ook voorzichtig te zijn omdat zijn banden niet warm genoeg zouden worden. Zelfs Middelburg was zich bewust van het gevaar. Nog geen uur voor de start van de 500cc-race had hij de in de 250cc-race gevallen Mar Schouten geholpen en gezegd: "Je moet hier echt rustig aan doen". In tegenstelling tot de 250cc-klasse, die twee opwarmronden had gekregen, kreeg de 500cc-klasse er maar één, volgens wedstrijdleider Jo Zegwaard omdat de 250cc-coureurs daarom gevraagd hadden en de 500cc-rijders niet.
In de tweede ronde probeerde Jack Middelburg Rob Punt door een buitenbocht in te halen, waarbij zijn voorwiel wegschoof. Middelburg en zijn Honda werden door de strobalen teruggekaatst op de baan. Punt was al voorbij en enkele coureurs wisten om de ravage heen te rijden, maar Boet van Dulmen reed tegen de Honda van Middelburg en Peter Lemstra raakte Middelburg. Peter Smetsers en John Schreuder reden vervolgens tegen de brandende Suzuki van Van Dulmen. Jack werd onmiddellijk naar het Academisch ziekenhuis in Groningen gebracht, waar hij tot elf uur 's avonds werd geopereerd. Hij had open hoofdwonden, hersenbeschadigingen en diverse inwendige verwondingen. Twee dagen na het ongeval, op 3 april, overleed hij.
Al in juni 1984 verscheen het boek Jack Middelburg, te snel aan de finish, geschreven door Jaap Timmer, Henk Keulemans, Hans van Loozenoord en Jan Heese.
In mei 2000, 16 jaar na zijn dood, werd Jack in 's-Gravenzande uitgeroepen tot 'Westlander van de Eeuw'.
De Motorrijders Actie Groep (MAG), belangenvereniging voor motorrijders, heeft ervoor gezorgd dat op 10 april 2004 de nieuwe motorontmoetingsplek in Assen als officiële naam Jack Middelburgplein kreeg. De onthulling vond plaats in het bijzijn van nabestaanden en vrienden, waarbij zijn zoon Jacky de originele motor bereed waarmee Jack de TT won.

## Wereldkampioenschap wegrace resultaten
(Races in vet zijn pole-positions; races in cursief geven de snelste ronde aan)
| Jaar | Klasse | Team              | Motorfiets             | 1       | 2       | 3          | 4       | 5       | 6       | 7       | 8       | 9       | 10      | 11      | 12      | 13      | 14      | Punten | Plaats | Overwinningen |
| ---- | ------ | ----------------- | ---------------------- | ------- | ------- | ---------- | ------- | ------- | ------- | ------- | ------- | ------- | ------- | ------- | ------- | ------- | ------- | ------ | ------ | ------------- |
| 1977 | 350 cc | Privé             | Yamaha                 | VEN -   | OOS -   | DUI -      | NAT -   | SPA -   | FRA -   | JOE -   | NED 11  |         | ZWE -   | FIN -   | TSL -   | GBR -   |         | 0      | -      | 0             |
| 1977 | 500 cc | Privé             | Suzuki                 | VEN -   | OOS -   | DUI -      | NAT -   |         | FRA -   |         | NED 11  | BEL -   | ZWE -   | FIN -   | TSL -   | GBR -   |         | 0      | -      | 0             |
| 1978 | 350 cc | Privé             | Yamaha                 | VEN -   |         | OOS -      | FRA -   | NAT -   | NED 13  |         | ZWE DNF | FIN -   | GBR 16  | DUI -   | TSL -   | JOE -   |         | 0      | -      | 0             |
| 1978 | 500 cc | Privé             | Suzuki                 | VEN -   | SPA -   | OOS DNF    | FRA -   | NAT -   | NED 15  | BEL -   | ZWE 13  | FIN -   | GBR 14  | DUI 11  |         |         |         | 0      | -      | 0             |
| 1979 | 500 cc | Privé             | Suzuki                 | VEN DNS | OOS 15  | DUI 7      | NAT 7   | SPA 7   | JOE DNF | NED 7   | BEL DNS | ZWE 2   | FIN 4   | GBR DNS |         | FRA DNS |         | 36     | 7e     | 0             |
| 1980 | 500 cc | Privé             | Yamaha / Bakker-Yamaha |         |         | NAT DNS    | SPA 15  | FRA DNF |         | NED 1   | BEL DNF |         | FIN DNF | GBR 9   |         | DUI 8   |         | 20     | 9e     | 1             |
| 1981 | 500 cc | Privé             | Suzuki                 |         | OOS 8   | DUI 8      | NAT 7   | FRA 9   |         | JOE DNS | NED 5   | BEL 6   | SMR 7   | GBR 1   | FIN 4   | ZWE 3   |         | 60     | 7e     | 1             |
| 1982 | 500 cc | Privé / HB-Suzuki | Suzuki                 | ARG 9   | OOS DNF | FRA boycot | SPA DNF | NAT DNS | NED DNF | BEL DNF | JOE 6   | GBR DNS | ZWE DNS |         |         | SMR 5   | DUI DNF | 13     | 16e    | 0             |
| 1983 | 500 cc | Privé             | Honda                  | ZAF DNS | FRA 10  | NAT DNF    | DUI 11  | SPA 8   | OOS 8   | JOE 11  | NED 6   | BEL DNF | GBR DNF | ZWE DNS | SMR DNF |         |         | 12     | 12e    | 0             |
| 1984 | 500 cc | Privé             | Honda                  | ZAF DNS |         |            |         |         |         |         |         |         |         |         |         |         |         | 0      | -      | 0             |

## Trivia

### Stiekem racen
Jack had zijn vrouw Petra aanvankelijk helemaal niet verteld dat hij racete, want hij dacht dat ze dat niet goed zou vinden. Toen ze zwanger was van hun zoon Jacky bracht Jack elke zondag een bos bloemen voor haar mee, ontvangen op het erepodium.

### Bedankbriefje
Er bestond in de jaren zeventig een bepaalde rivaliteit tussen de NMB en de "grote" KNMV en coureurs die de opstap maakten werden weleens als "overlopers" beschouwd. NMB-voorzitter Michel van Bokhoven nam echter eind 1974 in alle vriendschap afscheid van Jack Middelburg, temeer omdat hij vond dat diens talent bij de KNMV beter tot bloei kon komen, maar ook omdat Jack een afscheidsbrief met dankwoorden aan de NMB had gestuurd. Van Bokhoven zei toen echter ook dat er voor Jack altijd een weg terug zou zijn. 

### Conditietraining
Voor Jack Middelburg was zijn beroep als kassenbeglazer tevens zijn conditietraining. Na het plaatsen van 800- à 900 ruiten van 12 kg per stuk per dag had hij geen behoefte aan extra training. 

### Röntgen-archeologie
Een röntgenfoto van 17 september 1979 vertoonde een stukje van de geschiedenis van dat jaar: bij de enkel de botbreuk van Silverstone, iets hoger de botbreuk van Tolbert en een lange, gebogen plaat die het been met 14 schroeven bij elkaar hield.